# 山口県道140号獺越下松線
山口県道140号獺越下松線（やまぐちけんどう140ごう おそごえくだまつせん）は、山口県岩国市から下松市に至る一般県道である。

## 概要
岩国市周東町獺越から下松市大字山田に至る。久保駅前交差点 - 終点間は国道2号の旧道である。

### 路線データ
- 起点：岩国市周東町獺越（山口県道5号周東美川線交点）
- 終点：下松市大字山田（国道2号交点[注釈 1]）

## 歴史
- 1958年（昭和33年）10月1日 - 山口県告示第644号の2により認定される。
- 1972年（昭和47年） - 山口県の県道番号再編により、現行の路線番号に変更される。
- 2003年（平成15年）4月21日 - 沿線に存在した熊毛郡熊毛町が、新南陽市・徳山市・都濃郡鹿野町と対等合併して、周南市に移行する。
- 2006年（平成18年）3月20日 - 岩国市と玖珂郡に属する町村（和木町を除く）が対等合併して、改めて岩国市が発足したことに伴い、起点の地名表記が変更される（玖珂郡周東町獺越→岩国市周東町獺越）。

## 路線状況

### 道路施設

#### 橋梁
- 久保大橋（山田川、下松市）

## 地理

### 通過する自治体
- 山口県
  - 岩国市 - 周南市 - 下松市

### 交差する道路
| 交差する道路                       | 市町村名 | 交差する場所 | 交差する場所 |
| ---------------------------------- | -------- | ------------ | ------------ |
| 山口県道5号周東美川線              | 岩国市   | 周東町獺越   | 起点         |
| 国道376号                          | 周南市   | 大字八代     |              |
| 山口県道8号徳山光線                | 周南市   | 大字八代     |              |
| 山口県道166号八代温見線            | 周南市   | 大字八代     |              |
| 国道2号 / 花岡バイパス（花岡拡幅） | 下松市   | 大字切山     | [ 注釈 2 ]   |
| 国道2号                            | 下松市   | 大字山田     | 終点         |

### 交差する鉄道
- 山陽新幹線
- 岩徳線

### 沿線
- マタイ山口カントリークラブ
- 周南市役所 八代（やしろ）支所
- 周南市立八代小学校
- 八代のツルおよびその渡来地
- E2 山陽自動車道 下松SA
- JR西日本岩徳線 周防久保駅
- 下松市立久保小学校
- 下松市立久保中学校

### 峠
- 毛明峠（岩国市周東町獺越 - 周南市大字八代）
- 鬼石峠（周南市大字八代）